# Сабо, Эрик (футболист)
Эрик Сабо (словац. Erik Sabo; 22 ноября 1991, Шуровце, Чехословакия) — словацкий футболист, полузащитник клуба «Ризеспор».

## Карьера

### Клубная
Эрик начал заниматься футболом в команде из своего родного города, «Шуровце». Вскоре он присоединился к юношеской команде трнавского «Спартака».
25 февраля 2011 года полузащитник дебютировал в чемпионате Словакии, выйдя на замену в конце матча со «Слованом». 30 июня 2011 года Эрик провёл первую игру в еврокубках, приняв участие во встрече с черногорским клубом «Зета».
Сезон 2011/12 Сабо провёл в аренде в «Спартаке» из Миявы, получая регулярную игровую практику. Миявский клуб стал победителем Первой лиги Словакии. Возвратившись в Трнаву, Эрик начал регулярно появляться в стартовом составе «Спартака». Два сезона подряд (2013/14 и 2014/15) Эрик становился лучшим бомбардиром своего клуба, отличившись 10 и 11 раз соответственно.
В августе 2015 года было объявлено о трансфере полузащитника в греческий ПАОК. 23 августа Сабо дебютировал в составе своего нового клуба.

### С сборной
Эрик выступал за молодёжную сборную Словакии. 23 мая 2014 года он дебютировал в составе главной национальной команды в товарищеской встрече со сборной Черногории. Сабо также принял участие в 2 матчах квалификации к Чемпионату Европы 2016.